# Interrex (Polen)

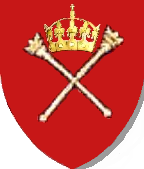
Wappen des Interrex

Der Interrex war insbesondere während des Wahlkönigtums von 1572 bis 1795 nach dem Tod oder der Absetzung des bisherigen Königs das kommissarische Staatsoberhaupt (Reichsverweser) bis zur Wahl eines neuen Königs.

## Funktion
Das Amt knüpfte an den Interrex im antiken Rom an. In der Regel war der Erzbischof von Gnesen als Primas von Polen Amtsinhaber. Sollte dieser verhindert sein, fungierte der Bischof von Kujawien als Interrex. In der Verfassungspraxis übernahmen aber auch andere Bischöfe das Amt.
Der Interrex proklamierte den Tod oder die Absetzung des Königs. Als zeitweiliges Staatsoberhaupt repräsentierte der Interrex den Staat nach außen und innen. Er war unter bestimmten Umständen berechtigt den Krieg zu erklären oder Friedensverhandlungen zu beginnen.
Seine zentrale Aufgabe aber war es die Wahl eines neuen Königs zu organisieren. Mit der Proklamierung des Todes oder der Absetzung des Königs schrieb der Interrex einen Sejm zur Erledigung der dringenden Geschäfte und der Regelung der Bestimmungen bis zur Wahl eines neuen Königs aus. Er  präsidierte danach über den Konvokationsreichstag und den Wahlreichstag.

## Amtsträger
| Beginn des Amtes | Ende des Amtes | Interrex |
| ---------------- | -------------- | --- |
| 1572             | 1573           | Jakub Uchański |
| 1574             | 1575           | Jakub Uchański (erneut) |
| 1586             | 1587           | Stanisław Karnkowski |
| 1632             | 1633           | Jan Wężyk |
| 1648             | 1648           | Maciej Łubieński |
| 1668             | 1669           | Mikołaj Prażmowski |
| 1673             | 1674           | Kazimierz Florian Czartoryski |
| 1674             | 1674           | Nach dem Tod von Czartoryski übernahmen der Bischof von Krakau, Andrzej Trzebicki, und der Bischof von Posen, Stefan Wierzbowski, das Amt. |
| 1696             | 1697           | Michał Stefan Radziejowski |
| 1704             | 1705           | Michał Stefan Radziejowski (erneut) |
| 1704             | 1705           | Nach der Absetzung Radziejowskis durch den Papst folgte ihm der Bischof von Posen, Mikołaj Święcicki, nach.                                |
| 1733             | 1734           | Teodor Andrzej Potocki |
| 1763             | 1764           | Władysław Aleksander Łubieński |